# St. Petri (Ochtmersleben)

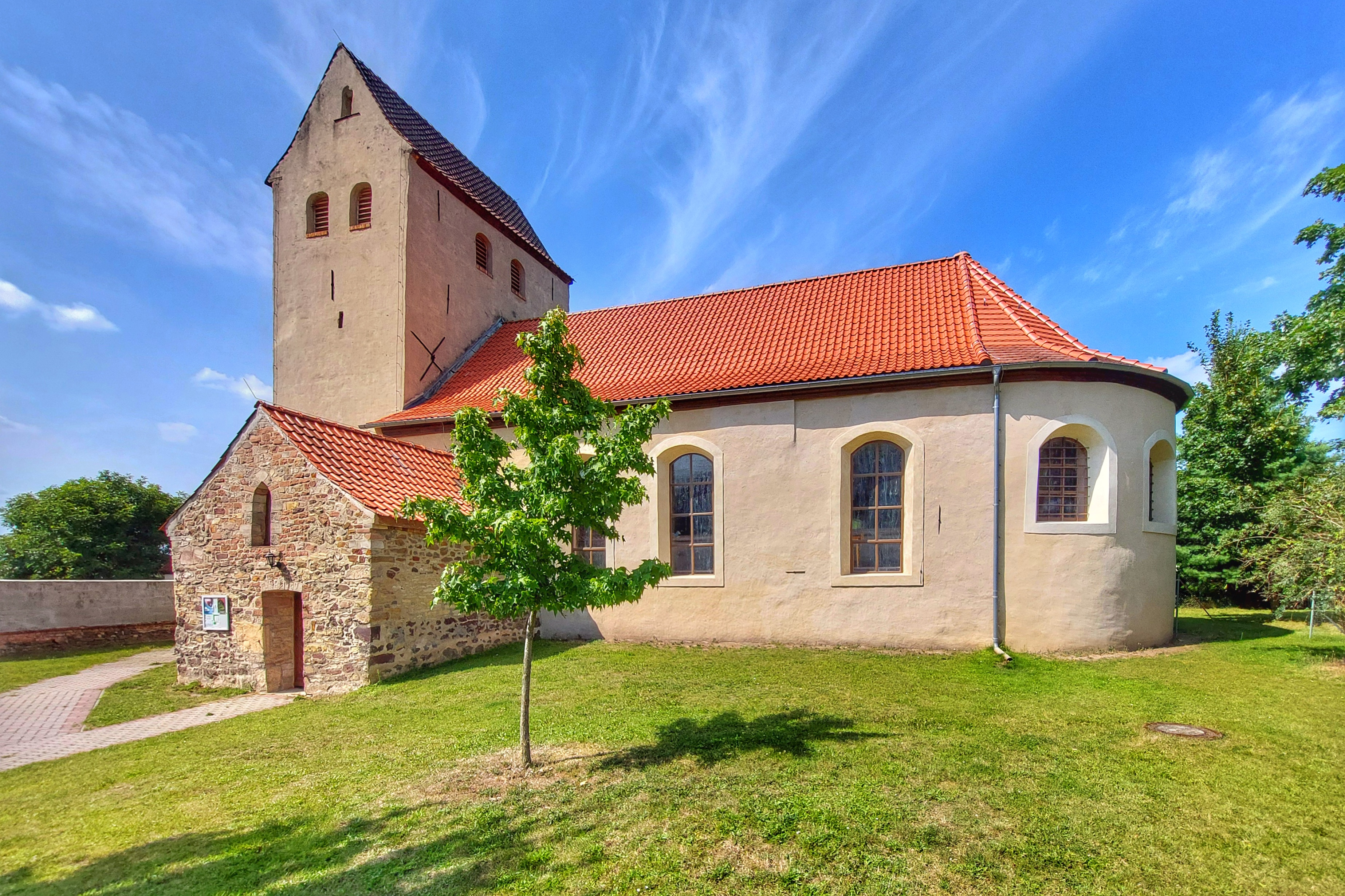
Kirche St. Petri in Ochtmersleben

Die evangelische Kirche St. Petri ist eine im Kern romanische, durch manieristisch-frühbarocken Umbau geprägte Saalkirche im Ortsteil Ochtmersleben der Gemeinde Hohe Börde im Landkreis Börde in Sachsen-Anhalt. Sie gehört zum Kirchengemeindeverbund Irxleben im Kirchenkreis Haldensleben-Wolmirstedt der Evangelischen Kirche in Mitteldeutschland. Namensgeber der Kirche  ist Simon Petrus.

## Geschichte und Architektur
Die im Kern romanische Saalkirche mit halbrund geschlossenem Chor von gleicher Breite, Südvorhalle und Westquerturm wurde durch einen frühbarocken Umbau um das Jahr 1600 geprägt. Der gegen das Schiff leicht zurückspringende Westturm mit rundbogigen, teils vermauerten Schallöffnungen und Satteldach stammt vom Anfang des 13. Jahrhunderts. Im Schiff sind vermauerte romanische Öffnungen nach Süden und Norden erkennbar. Aus dem 18. Jahrhundert stammen die Stichbogenfenster im Schiff und das Rechteckportal in der Turmwestwand.
Das anheimelnd geschlossen wirkende Innere wurde im Jahr 1922 restauriert.
Die Kirche steht unter Denkmalschutz und ist als Baudenkmal mit der Erfassungsnummer 094 70309 im Denkmalverzeichnis von Sachsen-Anhalt registriert.

## Ausstattung
Die Ausstattung stammt vom Anfang des 17. Jahrhunderts; dazu gehören das Holztonnengewölbe mit weitgehend erneuerter Bemalung, die christliche Symbolfiguren in geometrischer Rahmung zwischen aufgemalten Gewölberippen und gurtähnlichen Lorbeergirlanden zeigt. Umlaufende Emporen auf toskanischen Säulen, auf der West- und Nordseite zweigeschossig, umgeben den Raum. Die Felder der unteren Emporenbrüstung sind mit Wappenschilden, unter anderem des Erzbischofs von Magdeburg sowie 38 Szenen aus dem Alten und Neuen Testament mit der Datierung 1612 bemalt; einige wurden stark ergänzt. An der Südempore sind Brüstungsfelder mit historistischen Gemälden aus dem Leben des Reformators Martin Luther aus der Zeit um 1922 bemalt.
Weitere manieristische Malereien sind im durch Muschelnischen, vorgestellte Säulchen und Beschlagwerk gegliederten Altaraufbau zu sehen: zwischen der Anbetung des Kindes und der Taufe Jesu in den Wangen befand sich die im Chor jetzt gesondert aufgehängte, volkreiche Kreuzigungsdarstellung. An ihrer Stelle wurde im 18. Jahrhundert ein fünfseitiger Kanzelkorb mit Gemälden Christi als Salvator mundi und der Evangelisten angebracht. Als Altarbekrönung ist ein reich umrahmtes Gemälde der Kreuzabnahme zu sehen.
Der dreisitzige Pastorenstuhl zeigt in der Rückenlehne drei manieristische Bilder vom Anfang des 17. Jahrhunderts, die das Agnus dei zwischen dem Barmherzigen Samariter und dem Verlorenen Sohn zeigen. Als Taufstein dient ein kannelierter Säulenstumpf von einem klassizistischen Urnengrabstein. Ein Inschriftgrabstein erinnert an den im Jahr 1690 verstorbenen Georg Schröter.